# Ochang-eup
Ochang-eup (koreanska: 오창읍) är en köping i stadsdistriktet Cheongwon-gu i kommunen Cheongju i Sydkorea.
Den ligger i provinsen Norra Chungcheong, i den centrala delen av landet, 100 km söder om huvudstaden Seoul.